# Charlie Cresswell
Charlie Richard Cresswell (Preston, 17 augustus 2002) is een Engels voetballer die doorgaans speelt als centrale verdediger. In juli 2024 verruilde hij Leeds United voor Toulouse.

## Clubcarrière
Cresswell begon in 2013 te voetballen in de jeugdopleiding van Leeds United. Hier tekende hij in september 2019 zijn eerste contract. Zijn professionele debuut maakte hij op een jaar later, op 16 september 2020. Op die dag werd in de EFL Cup gespeeld tegen Hull City. Die club kwam via Mallik Wilks op voorsprong, waarna Ezgjan Alioski zorgde voor de beslissende gelijkmaker: 1–1. De daaropvolgende strafschoppenserie werd door Leeds met 8–9 verloren. Cresswell mocht van coach Marcelo Bielsa in de basisopstelling beginnen en hij speelde het gehele duel mee. Hij was de enige speler van Leeds die geen strafschop nam in de serie. Tijdens het restant van het seizoen kwam hij niet in actie en de jaargang erop leverde zes officiële optredens op.
Millwall nam Cresswell in juli 2022 op huurbasis over voor het aankomende seizoen. Voor deze club debuteerde de centrumverdediger op 30 juli, thuis tegen Stoke City. Hij mocht in de basis beginnen en was met twee doelpunten beslissend in de overwinning: 2–0. De verdediger beëindigde het seizoen met achtentwintig competitieoptredens en na zijn terugkeer tekende hij een nieuw vierjarig contract bij Leeds. Het seizoen 2023/24 leverde zeven officiële optredens op, waarna Cresswell in juli 2024 voor circa vierenhalf miljoen euro de overstap maakte naar Toulouse, waar hij zijn handtekening zette onder een verbintenis voor de duur van vier seizoenen.

## Clubstatistieken
| Seizoen | Club         | Competitie     | Competitie | Competitie | Beker | Beker | Internationaal | Internationaal | Totaal | Totaal |
| Seizoen | Club         | Competitie     | Wed.       | Dlp.       | Wed.  | Dlp.  | Wed.           | Dlp.           | Wed.   | Dlp.   |
| ------- | ------------ | -------------- | ---------- | ---------- | ----- | ----- | -------------- | -------------- | ------ | ------ |
| 2020/21 | Leeds United | Premier League | 0          | 0          | 1     | 0     | —              | —              | 0      | 0      |
| 2021/22 | Leeds United | Premier League | 5          | 0          | 1     | 0     | —              | —              | 6      | 0      |
| 2022/23 | → Millwall   | Championship   | 28         | 4          | 2     | 0     | —              | —              | 30     | 4      |
| 2023/24 | Leeds United | Championship   | 5          | 0          | 2     | 0     | —              | —              | 7      | 0      |
| 2024/25 | Toulouse     | Ligue 1        | 15         | 0          | 1     | 0     | —              | —              | 16     | 0      |
| Totaal  | Totaal       | Totaal         | 53         | 4          | 7     | 0     | 0              | 0              | 60     | 4      |

Bijgewerkt op 9 januari 2025.

## Erelijst
| EK –21 | 1 | 2023 |